# Andrew Goodpaster
Pour les articles homonymes, voir Goodpaster.
Andrew Jackson Goodpaster (12 février 1915 - 16 mai 2005) était un général de l'armée américaine. Il a servi en tant que commandant suprême des forces alliées en Europe (SACEUR) à partir de 1er juillet 1969 et commandant en chef du Commandement américain en Europe (CINCEUR) du 5 mai 1969 jusqu'à sa retraite 17 décembre 1974.